# Cisterciácký ritus

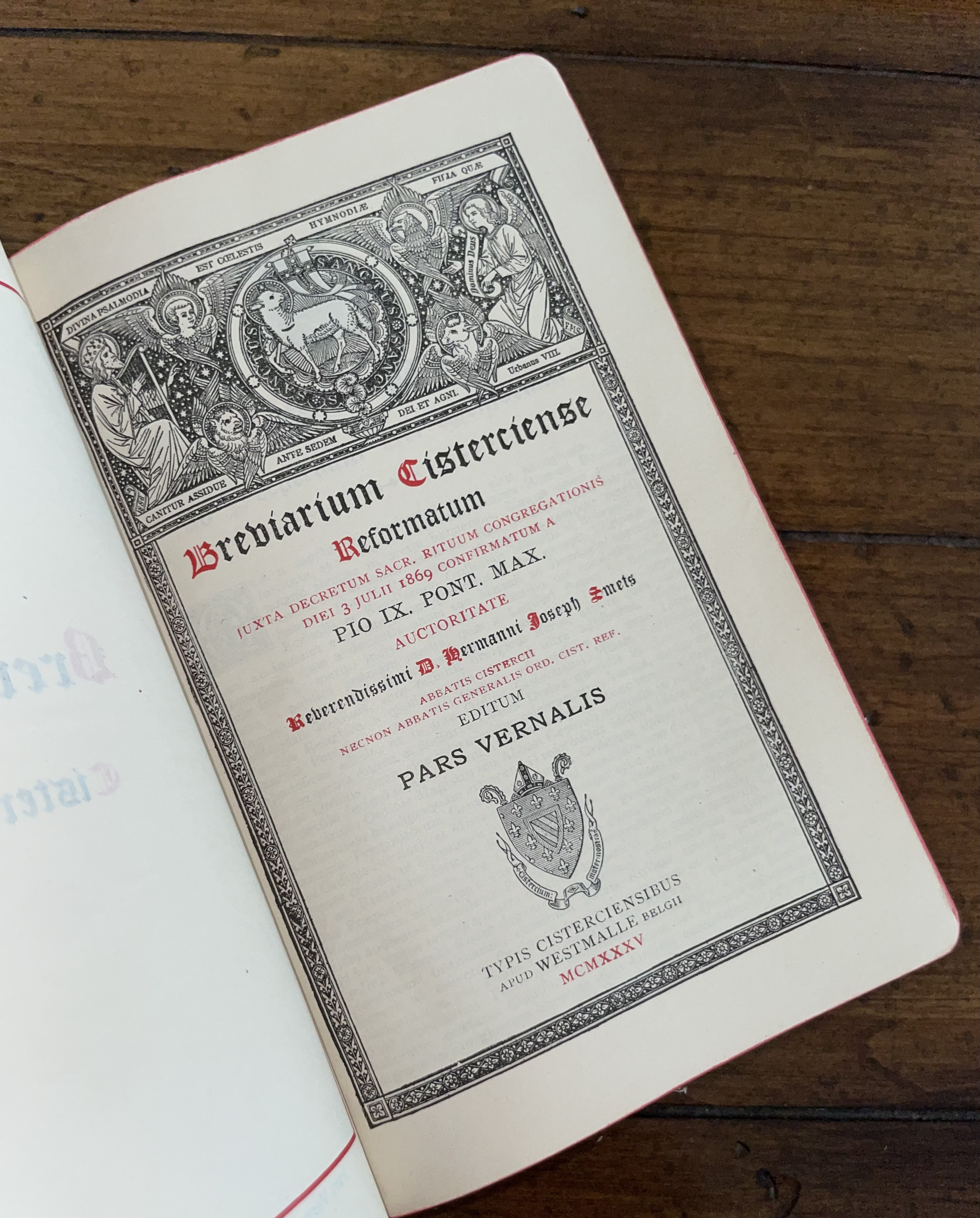
Cisterciácký breviář z roku 1935

Cisterciácký ritus, je latinský liturgický ritus, který používali Cisterciáci a trapisté, lišící se od římského ritu.

## Historie
Cisterciácký ritus lze nalézt v liturgických knihách této reformované větve benediktinů, založené v roce
1098. Sbírka, složená z patnácti knih, byla vytvořena generální kapitulou v Cîteaux (místo, odkud má řád svůj název), pravděpodobně v roce 1134; později byly zahrnuty do misálu, breviáře, rituálu a martyrologie řádu.
Když papež Pius V. nařídil, aby se celá církev podřídila podle Quo primum Římskému misálu a Římskému breviáři, osvobodil od této povinnosti také cisterciáky, protože jejich obřad existoval již více než 200 let, pravděpodobně od roku 1134. Za Clauda Vaussina, generála cisterciáků v polovině 17. století, bylo v liturgických knihách řádu provedeno několik reforem, které schválili papež Alexandr VII., papež Klement IX. a papež Klement XIII. Tyto souhlasy byly potvrzeny papežem Piem IX. dne 7. února 1871 pro cisterciáky běžné a přísné observance (trapisty).

## Užití
Cisterciáci se od 2. vatikánského koncilu rozhodli sloužit mši v římském ritu. Zachovávají si však svůj vlastní obřad pro slavení liturgie hodin a mají své vlastní hymnárium. Mniši z opatství Gethsemani v Kentucky pokoušeli obnovit svůj zpěv do primitivních forem původně používaných v opatství Molesme, z nichž jejich řád poprvé odvozoval svůj zpěv.